# Das Forum
Das Forum war eine Literaturzeitschrift, die von April 1914 bis 1929 monatlich in München erschien und von Wilhelm Herzog herausgegeben wurde.

## Geschichte
Herzog war mit Heinrich Mann befreundet, der zum ersten Heft einen Monolog Flauberts aus dem Essay Eine Freundschaft, Gustave Flaubert und George Sand beitrug.
Die Zeitschrift erschien in einem eigens dafür gegründeten Verlag und brachte zahlreiche Erstveröffentlichungen heraus. Zu den Autoren zählten Frank Wedekind, Kurt Eisner und Romain Rolland. Die viel beachtete Plattform des literarischen Aktivismus nahm schon vor dem Ersten Weltkrieg gegen den Krieg Stellung und wurde im September 1915 vom Pressereferat des Bayerischen Kriegsministeriums verboten. Nach dem Krieg wurde das Forum bis 1929 von Herzog fortgesetzt.
Im März 1915 befasste sich das Pressereferat eingehender mit dem Inhalt der Monatszeitschrift „Das Forum“. Dabei stellte es zunächst fest:

„Das Forum gefällt sich seit Kriegsbeginn in der Propagierung eines ganz unzeitgemäßen Europäertums und einer unpatriotischen, pessimistischen Welt- und Lebensanschauung, deren Verbreitung und Verstärkung in den davon leider sehr angekräkelten „übergebildeten“ deutschen Gesellschaft nicht wünschenswert erscheint.“

In persönlichen Gesprächen mit dem Herausgeber der Zeitschrift, Wilhelm Herzog, versuchte die Zensur eine Änderung des Inhalts zu erwirken.
Ein weiteres Schreiben des Pressereferats forderte Herzog auf, in Zukunft auf die Propagierung eines „unzeitgemäßen und auf die Landesverteidigung sich schädlich auswirkenden vaterlandslosen Ästheten- und Europäertums“ zu verzichten. Nachdrücklich bedeutete man Herzog, sich seiner vaterländischen Verantwortung bewusst zu werden und als Konsequenz daraus jene Tendenz, „die gegen die mannhafte, vertrauensvolle und selbstbewusste Stimmung und Haltung unseres Volkes“ negativ wirken könnten, in Zukunft im „Forum“ nicht mehr zu veröffentlichen. Im Juni desselben Jahres ordnete das Referat Herzog und sein Forum „den führenden Geistern der gegenwärtigen eine starke Werbetätigkeit beginnenden pazifistischen Kreisen“ zu.
Der zuständige Referent charakterisierte die Anhänger pazifistischer Ideen mit den Worten:

„Diese Herren finden nicht Worte genug, um die unser ganzes Volkstum durchwogende Kraft und Geschlossenheit des Handelns zu bemängeln und an deren Stelle jenes weichliche Ästhetentum mit seinen verschwommenen, weibischen, internationalen Zielen zu setzen, dem einen schöngeistige Wendung irgendeines fremden Literaten mehr bedeutet, als der Siegeswille der Deutschen.“

Auch gegenüber Herzog und dem Forum hielt das Pressereferat zunächst am Grundsatz der wohlwollenden Zusammenarbeit mit der Presse fest.
In wiederholten schriftlichen und mündlichen Ermahnungen versuchten die Zensoren immer wieder, eine befriedigende Lösung herbeizuführen. Da die Bemühungen offensichtlich fruchtlos blieben, erhielt Herzog eine Verwarnung. Der Gedanke an ein Erscheinungsverbot wurde im Ministerium erwogen; er konnte zu diesem Zeitpunkt aber noch nicht realisiert werden, da es der Zensur „an eine ausreichend formalen Grund mangelte“, wie es in den Akten hieß. Die Erhaltung des Burgfriedens bildete für die Zensur eine der wichtigsten Leitlinien während des Krieges. Im Juli 1915 legte Herzog der Zensur einen Artikel vor, der keinerlei pazifistische Tendenz enthielt. Die Zensur ließ den Artikel jedoch zur Veröffentlichung nicht zu, weil der Inhalt nach Ansicht der Behörde eine Gefährdung des konfessionellen Friedens darstellte. In der ausführlichen Begründung der Entscheidung wurde noch einmal darauf hingewiesen, dass nicht sachlich richtige oder auch falsche Inhalte eines Artikels zensiert werde, sondern dass die Entscheidung des Referates sich allein an dem Gesichtspunkt der möglichen Auswirkungen auf die Öffentlichkeit orientiere. Damit hatte das Zensurreferat noch einmal versucht, auch Herzog die Motivation der zensuralen Tätigkeit klarzumachen. Die Erhaltung einer einmütigen Volksstimmung war eine militärische Notwendigkeit ersten Ranges. Die Ausbreitung pazifistischer Tendenzen bedeutete in den Augen der militärischen Zensur ebenso eine Gefährdung der einheitlichen Volksstimmung wie die Auseinandersetzung zwischen den verschiedenen Konfessionen.
Im August 1915 regte nun auch die Oberzensurstelle des Kriegspresseamtes eine strenge Überwachung aller Zeitschriften an, die aufgrund ihres Inhalts vom Ausland gelesen und zur Gegenpropaganda gegen das Reich verwandt wurden.
Da eine große Anzahl von Exemplaren des Forums in das Ausland versandt wurden, bezog sich diese Anregung aus Berlin auch auf das Forum. Am 4. September 1915 teilte das Pressereferat dem Herausgeber Herzog noch einmal die großen Bedenken, die gegen den Inhalt der Zeitschrift und deren Verbreitung weiter bestanden, mit. Am 11. September 1915 hieß es in den Akten:

„Trotzdem bleibt Herzog bei seiner Art, durch tendenziöse Zusammenstellung von pazifistischen Stimmen aus dem In- und Ausland, durch Zitate usw. die vaterländische Gesinnung und die bezüglichen Veröffentlichungen herabzusetzen und hämisch zu bekriteln. Nebenbei wird immer wieder versucht, die angebliche Schuld oder Hauptschuld an dem Kriege der deutschen Regierung oder den herrschenden Kreisen besonders in Deutschland zuzuschieben.“

### Leerstellen
Das anfängliche Entgegenkommen gegenüber dem Forum und seinem Herausgeber fand nun bald ein Ende.
Das Pressereferat sah sich im Laufe der Zeit zu immer größeren Streichungen veranlasst.
Herzog ließ die von der Zensur gestrichenen Passagen aus dem Drucksatz nehmen, was dem aufmerksamen Leser zeigte, wo der Zensor eingegriffen hatte.

### Zensorkursiv
Als das Pressereferat den Artikel eines österreichischen Sozialdemokraten nicht zur Veröffentlichung zulassen wollte, ersuchte Herzog das Referat, doch für die gestrichenen Stellen Änderungsvorschläge einzusetzen. Das Referat kam dem Wunsch nach Herzog ließ die vom Zensur vorgeschlagenen Änderungen kursiv setzen.
Eine derartige Verdeutlichung der Urheberschaft war den Zensoren auch nicht genehm und sie ließen die entsprechenden Bögen aus der Zeitschrift nehmen.
Vorsichtshalber hatte die Zensurstelle dem Drucker der Zeitschrift die Auflage gemacht, das Heft vor der Auslieferung noch einmal im Kriegsministerium vorzulegen. Angesichts der Tatsache, dass Herzog auch noch versucht hatte, „die wohlmeinende Absicht des Zensors schlau zu vereiteln“, verbot das Referat den gesamten Artikel und kam zu der Feststellung:

„Trotz sorgfältiger Prüfung zeigte sich, dass Herzog die Tendenz und raffinierte Art der Zusammenstellung der Artikel, endlich auch durch die auffallende Hervorhebung der Streichungen, Ausgaben seiner Zeitschrift zustande bringt, die in ihrer Wirkung an den Tatbestand des Landesverrates nahe kommen. Es hat sich erwiesen, dass die Präventivzensur nicht ausreicht, um diese raffiniert literarische Mache einer kleinen Gruppe vaterlandsloser Ästheten und politischer Utopisten zu unterdrücken, die umso gefährlicher wirken, als sie sich den Anschein zu geben wissen, hinter ihnen stünden große Schichten der Gebildeten und „verständigen“ Politiker in Deutschland und Österreich. AIPr. muss daher weitere Versuche, die gemeinschädliche Haltung der Zeitschrift zu beeinflussen, aufgeben und dem bereits … in Aussicht genommenen Antrag nahe treten, das Erscheinen des Forum während des Krieges auf Grund Art 4 Ziffer 2 des Kriegszustands gesetztes einzustellen.“

Am 11. September 1915 verbot das Pressereferat des Kriegsministeriums das „Forum“ für die Dauer des Krieges. Die Begründung lautete auf Schädigung der militärischen und allgemeinen vaterländischen Interessen.

### Protest
Noch im selben Monat protestierte Herzog gegen die Entscheidung des Ministeriums und erklärte zum Selbstverständnis seiner Zeitschrift, das Forum wolle „im Sinne Nietzsches eine Tribüne sein für alle guten Europäer“. Die Zensur verbiete nun eine Zeitschrift, die nichts anderem dienen wolle als der Menschlichkeit und dies auch in Kriegszeiten. Während die annexionistischen Forderungen alldeutscher Kreise sich einer Gemeinschaft Deutschlands mit den übrigen „Kulturstaaten“ hemmend entgegenstellten, versuche gerade das Forum, allein zum Nutzen Deutschlands die moralische Gemeinschaft mit den übrigen Kulturvölkern weiterhin aufrechtzuerhalten. Die Pazifisten seien die „Avantgarde jener, die das Recht des deutschen Geistes behaupten und dafür eintreten, dass die Taten Ergebnisse diese Geistes sein sollen“.
Obwohl Herzog sich schon sehr bald darüber im Klaren war, dass er kaum eine Revision der Einstellung des Forums erreichen würde, führte er zunächst über seinen Rechtsanwalt die Auseinandersetzung mit der bayerischen Zensurstelle fort. Herzog ließ dem Pressereferat mitteilen, dass er eine Eingabe an den Reichskanzler gegen die Einstellung des Forums gerichtet habe und darüber hinaus im Landtag Beschwerde führen werde.

## Ausgaben
- Das Forum
- Herausgeber Wilhelm Herzog
- Redakteur Wilhelm Herzog
- Ort und Verlag München: Forum (1. Jahrgang 1914/15-2. Jahrgang 1915);
- Potsdam: Gustav Kiepenheuer (3. Jahrgang 1918/19-4. Jahrgang 1919/20);
- Berlin: Gustav Kiepenheuer (5. Jahrgang 1920/21, H.  1–2);
- Forum (5. Jahrgang 1920/21, H. 3/6–8.1924);
- Potsdam, Berlin: Forum (9.1928/29)

| Jahrgang | Kalenderjahre | Heft | Ausgaben  | Ausgabemonate  | Papierformat Oktavformat bzw. dessen Hälfte |
| -------- | ------------- | ---- | --------- | -------------- | ------------------------------------------- |
| 1.       | 1914/15       | H.   | 1–12      | April-März     | 8°                                          |
| 2.       | 1915          | H.   | 1–5       | April-Aug      | 8°                                          |
| 3.       | 1918/19       | H.   | 1–12      | Okt-Sept       | 8°                                          |
| 4.       | 1919/20       | H.   | 1–12      | Okt-Sept       | 8°                                          |
| 5.       | 1920/21       | H.   | 1–12      | Okt-Sept       | 8°                                          |
| 6.       | 1921/22       | H.   | 1–12      | Okt-Sept       | 8°                                          |
| 7.       | 1922/23       | H.   | 1–12      | Okt-Juli       | 4°                                          |
| 8.       | 1924          | H.   | 1/5–10/12 | Feb.-Nov       | 4°                                          |
| 9.       | 1928/29       | H.   | 1–5/6     | Okt.-Febr-März | 8°                                          |